# 1860
Промислова революція •  Національно-визвольні рухи • Робітничий рух •  Російська імперія •  Британська імперія •  Рісорджименто

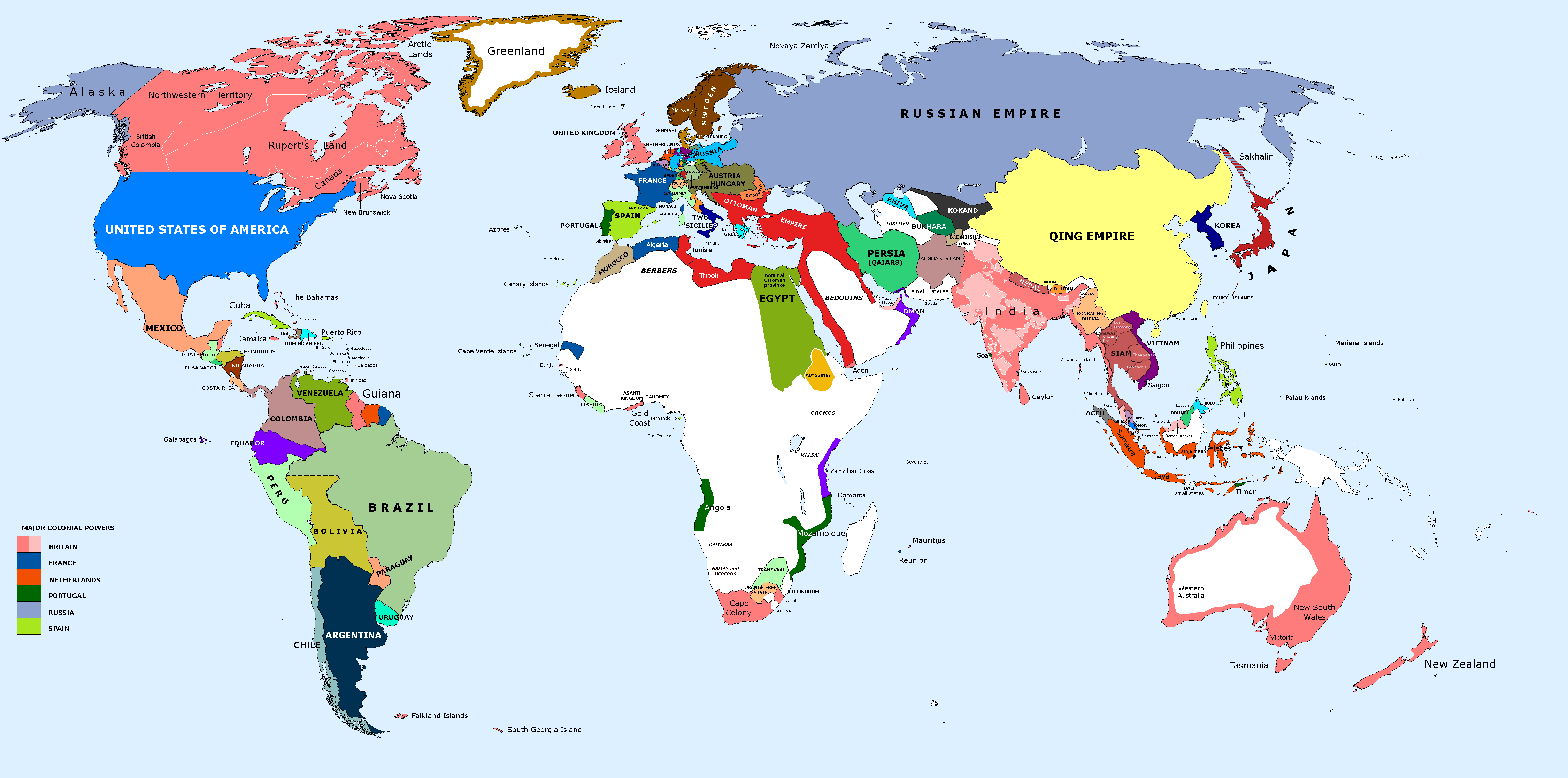
Політична карта світу в 1860-му

## Геополітична ситуація
У Росії царює імператор Олександр II (до 1881). Російській імперії належить більша частина України, значна частина Польщі, Грузія, Закавказзя, Фінляндія, Аляска. Україну розділено між двома державами — Королівство Галичини та Володимирії належить Австрії, Правобережжя, Лівобережжя та Крим — Російській імперії.
В Османській імперії править султан Абдул-Меджид I (до 1861). Під владою османів перебувають Близький Схід та Єгипет, Середземноморське узбережжя Північної Африки, Болгарія. Васалами османів є Сербія та Боснія, Волощина та Молдова.
В Австрійській імперії править Франц-Йосиф I (до 1916). Імперія охоплює, крім власне австрійських земель, Угорщину з Хорватією, Трансильванію, Богемію, Північну Італію. Король Пруссії — Фрідріх-Вільгельм IV (до 1861). Баварське королівство очолює Максиміліан II (до 1864). Австрія, Пруссія, Баварія та інші німецькомовні держави об'єднані в Німецький союз.
У Франції править Наполеон III Бонапарт (до 1870). Франція має колонії в Алжирі, Карибському басейні, Південній Америці та Індії. На троні Іспанії сидить Ізабелла II (до 1868). Королівству Іспанія належать частина островів Карибського басейну, Філіппіни. У Португалії править Педру V (до 1861). Португалія має володіння в Африці, Індії, Індійському океані й Індонезії.
У Великій Британії триває Вікторіанська епоха — править королева Вікторія (до 1901). Британія має колонії в Північній Америці, на Карибах та в Індії. Королівство Нідерланди очолює Віллем III (до 1890). Король Данії та Норвегії — Фредерік VII (до 1863), на шведському троні Оскара I змінив Карл XV (до 1872). Почався процес об'єднання Італії. Існує Папська держава з центром у Римі.
Бразильську імперію очолює Педру II (до 1889). Посаду президента США займає Джеймс Б'юкенен. Територія на півночі північноамериканського континенту, Провінції Канади, належить Великій Британії, територія на півдні континенту — Мексиці.
В Ірані при владі Каджари. Владу над Індостаном утримує Британська корона. У Бірмі править династія Конбаун, у В'єтнамі — династія Нгуєн. У Китаї володарює Династія Цін, триває Тайпінське повстання. У Японії триває період Едо.

## Події

### У світі
- Іспанці виграли у марокканців битву за Тетуан.
- 22 березня Сардинське королівство анексувало Велике герцогство Тосканське.
- 24 березня стався інцидент біля воріт Сакурада — вбивство очільника японського уряду Ії Наосуке.
- 6 травня почалася Експедиція Тисячі на чолі з Джузеппе Гарібальді.
- 15 травня Тисяча Гарібальді завдала поразки військам Неаполя та Сицилії у битві під Калатафімі.
- 27 травня сили Гарібальді захопили столицю Сицилії Палермо.
- 22 серпня сили Гарібальді висадилися в материковій Італії, а 7 вересня захопили Неаполь.
- 18 жовтня підписано перший із Пекінських договорів, який формально закінчив Другу опіумну війну.
- 26 жовтня Гарібальді передав Неаполь сардинському королю, незабаром королю Італії, Віктору Емануїлу II.
- 6 листопада представник Республіканської партії Авраам Лінкольн виграв президентські вибори в США.
- 20 грудня Південна Кароліна першою зі штатів вийшла зі складу США.

### У суспільному житті
- В ПАР прокладена перша залізнична лінія Кейптаун — Велінгтон, протяжністю 72 км.
- Відкрився Монреальський музей красних мистецтв.
- Утворено Центральний банк Російської імперії.
- У Швейцарії засновано годинникову компанію TAG Heuer.

### У науці
- Знайдено перші залишки археоптерикса — відбиток пера.
- Воррен Де ла Рю сфотографував сонячні протуберанці.
- Відбувся Міжнародний хімічний конгрес у Карлсруе.
- Густав Кірхгоф та Роберт Бунзен відкрили Цезій та Рубідій за допомогою спектрального аналізу.
- Альберт Німан виділив кокаїн із листя коки.

### У мистецтві
- Закінчилася публікація роману Вілкі Коллінза «Жінка в білому».
- Почалася публікація роману Чарлза Діккенса «Великі сподівання».
- Написано популярну американську пісню «Діксі».
- Зведено будівлю Оксфордського музею природничої історії

### У спорті
- Організовано спортивний (пізніше футбольний) клуб Мюнхен 1860.
- Відбувся перший Відкритий чемпіонат Британії з гольфу.

## Народились
Див. також Категорія:Народились 1860
- 29 січня — Антон Павлович Чехов, російський письменник, драматург
- 29 лютого — Герман Голлеріт, американський інженер, винахідник, засновник компанії Tabulating Machine Company, попередниці IBM
- 20 квітня — Чарльз Гордон Кертіс, американський винахідник, конструктор парової турбіни
- 2 травня — Теодор Герцль, австрійський журналіст
- 9 травня — Джеймс Баррі, шотландський драматург, письменник
- 21 травня — Віллем Ейнтховен, голландський фізіолог, засновник електрокардіографії
- 29 травня — Ісаак Мануель Франсиско Альбеніс, іспанський композитор
- 14 серпня — Ернест Сетон-Томпсон, канадський письменник-натураліст, художник
- 6 вересня — Джейн Аддамс, американський соціолог і філософ, лауреат Нобелівської премії миру 1931 року

## Померли
Див. також Категорія:Померли 1860
- Маркевич Микола Андрійович, український історик, етнограф, письменник, фольклорист (*1804).